# Tim Harford
Pour les articles homonymes, voir Harford.
Tim Harford, né le 27 septembre 1973, est un économiste et journaliste britannique. Il travaille au Financial Times.

## Biographie

### Formation
Il fait ses études au Brasenose College où il obtient un Bachelor of Science en Philosophie, politique et économie puis un Master of Philosophy,.

### Carrière
Il travaille au Financial Times et intervient régulièrement à la BBC où il s'attache à rendre accessible l'économie. 
En 2016, il reçoit le prix Bastiat de journalisme.
En 2019, il est fait chevalier de l'Ordre de l'Empire britannique.

## Ouvrages

### Originaux en anglais
- The Market for Aid (2005) avec Michael Klein,  (ISBN 978-0-8213-6229-7)
- The Undercover Economist (2005),  (ISBN 978-0-345-49401-6)
- The Logic of Life: The Rational Economics Of An Irrational World  (2008),  (ISBN 978-0-8129-7787-5)
- Dear Undercover Economist: Priceless Advice on Money, Work, Sex, Kids, and Life's Other Challenges (2009). New York, Random House. 2009.  (ISBN 978-0-8129-8010-3)
- Adapt: Why Success Always Starts with Failure (2011). New York, Farrar, Straus and Giroux.  (ISBN 978-0-374-10096-4)
- The Undercover Economist Strikes Back: How to Run—or Ruin—an Economy (2014). Penguin Riverhead Books (USA).  (ISBN 978-1594631405)
- Messy: The Power of Disorder to Transform Our Lives (2016). Riverhead Books (USA).  (ISBN 978-1594634796)[4],[5],[6]
- Fifty Things That Made the Modern Economy  (2017). Little, Brown (USA).  (ISBN 978-1408709115)

### Traductions en français
- L'économie est un jeu d'enfant [« The Undercover Economist et The Undercover Economist Strikes Back »]  (trad. de l'anglais), Paris, Presses universitaires de France, 2016, 252 p. (ISBN 978-2-8073-0149-8, lire en ligne)[7]
- La logique cachée de la vie : L'économie explique-t-elle tous nos comportements ? [« The Logic of Life:The Rational Economics Of An Irrational World »]  (trad. de l'anglais), Paris, De Boeck Supérieur, 2016, 592 p. (ISBN 978-2-13-072993-8)
- L'économie mondiale en 50 inventions [« Fifty Things That Made the Modern Economy »]  (trad. de l'anglais), Paris, PUF, 2018, 512 p. (ISBN 978-2-13-080041-5)[8]